# Shaolin Girl
Shaolin Girl (少林少女S, shōrin shōjoP, lett. "Ragazze Shaolin") è un film del 2008 diretto da Katsuyuki Motohiro.
Il soggetto è ispirato al film comico di Hong Kong Shaolin Soccer. A differenza della storia originale, il film s'incentra sulle donne che praticano lacrosse.

## Trama
La giovane Rin, dopo essersi allenata duramente nelle arti marziali presso il tempio di Shaolin per 3.000 giorni, torna in Giappone con l'intenzione di diffondere l'arte del Kung-fu, ma solo per ritrovare il proprio vecchio dojo appartenente al nonno abbandonato e il suo ex maestro diventato cuoco in un ristorante locale.
La ragazza si presenta allora al team di lacrosse dell'università. Nel frattempo il preside pare inseguire un sinistro obiettivo.